# 沃爾多 (密蘇里州)
沃爾多（英語：Waldo）是位於美國密蘇里州韋伯斯特縣的非建制地區。

## 歷史
沃爾多的郵局於1857年設立，其後於1886年停運。

## 地理
沃爾多所處的海拔為高於海平面467米（即1532英呎），而該地所採用的時區為UTC-6，即北美中部時區（CST）。同時該地設有夏令時間，為UTC-6調快一小時，即UTC-5（CDT）。